# Apolectella
Apolectella es un género de coleópteros polífagos pertenecientes a la familia Anthribidae. Contiene las siguientes especies:

## Especies
- Apolectella albosignata	Wolfrum 1934
- Apolectella bremeri	Frieser 2001
- Apolectella corporaali	Jordan 1924
- Apolectella frontalis
- Apolectella intermedia	Frieser 2001